# Eunidia infirma
Eunidia infirma là một loài bọ cánh cứng trong họ Cerambycidae.